# Konstanty Fiodorowicz Kostiuszko
Konstanty (Kostiuszko) Fiodorowicz – pan na Siechnowiczach, w latach 1492–1509 był sekretarzem (diakiem) na dworze Wielkiego Księcia Litewskiego, żonaty z kuzynką Zofii Holszańskiej, Hanną, córką Juryja Holszańskiego. Syn Fiodora, który w 1458 r. otrzymał od króla Kazimierza Jagiellończyka prawa szlacheckie oraz posiadłość ziemską Siechnowicze.
W 1509 r. król Zygmunt I potwierdził swemu pisarzowi Kostiuszce prawa na władanie Siechnowiczami, co też było zapisane w przywileju w języku ruskim: ...мы тое сельцо Сехновичи тые три чоловеки и с братьею, и с детьми их, и с внуками, и тые пашни, и дубровы, и лес ему дали во всим.. 
Ojciec (lub dziadek) Mikołaja Kostiuszki Siechnowickiego. Protoplasta rodu Kościuszków, z którego wywodził się Tadeusz Kościuszko.